# FAR de Labé
FAR de Labé de sa forme longue Festival des Arts et du Rire de Labé est  un événement annuel  artistique et culturel qui se déroule en Guinée depuis l'année 2015, principalement à Labé capitale de la Moyenne Guinée,.
L'événement mélange exposition, débat, atelier de formation artistique, témoignages et regroupe des  participants venues de partout en Guinée, Afrique et le monde.

## Historique
Fondé en 2015 par le comédien et homme de culture Mamadou Lamine Diallo (Mamadou Thug), le festival réunit des personnalités du monde de la culture et du cinéma depuis le début. L’événement a lieu dans plusieurs maisons de culture de la ville et depuis 2023, le fondateur a érigé un centre culturel qui accueille désormais le festival (Ka Werdee).

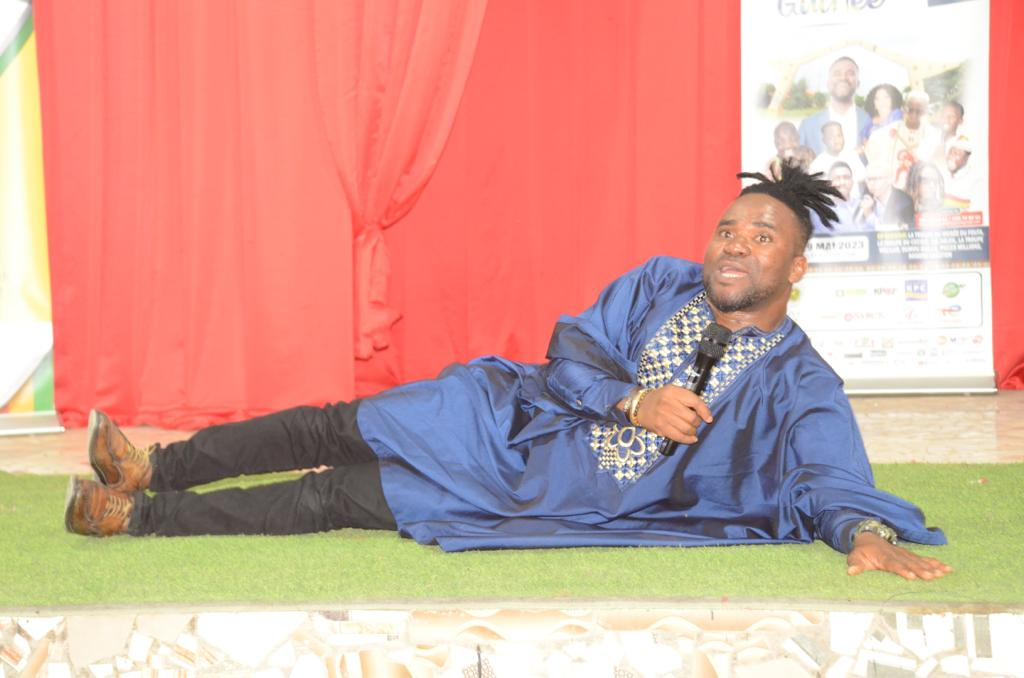

Depuis sa création, l’événement est dirigé par le commissaire général Le Guide. 

## Thème depuis 2013
| Année               | artiste international           | artiste guinéens | Lieu                      | Thème                                           |
| ------------------- | ------------------------------- | ---------------- | ------------------------- | ----------------------------------------------- |
| 2015                |                                 | Binta Laly Sow   |                           | Wousss Ebola                                    |
| 2016                | Adama Dahico                    |                  | Amphithéâtre de Labé      | Taxi moto tue la vitesse et assure ton business |
| 26 au 30 avril 2017 | Zongo et Tao                    |                  | Amphithéâtre de Labé      | la lecture, mon affaire                         |
| 4 au 8 avril 2018   | Michel Gohou                    |                  | Amphithéâtre de Labé      | merde terranéee                                 |
| 2019                | Souké et Sidiki                 |                  | Amphithéâtre de Labé      | Écologie du rire                                |
| 15 au 20 avril 2020 |                                 |                  | Amphithéâtre de Labé      | Politi’R1                                       |
| 2021                | Pas d’édition                   | Pas d’édition    | Pas d’édition             | Pas d’édition                                   |
| 10 au 16 Mai 2022   | Mala Adamou, Le Magnifique      |                  | Centre culturel Ka Werdhe | Hom’Age                                         |
| 24 au 29 Mai 2023   | Boukary                         |                  | Centre culturel Ka Werdhe | Brand’Art                                       |
| 2024                | Kodda Koteres et Saïdou Abatcha |                  | Centre culturel Ka Werdhe | NAMOUDJI_MEIN (Nos coutumes en Peul)            |
| 4 au 12 Mai 2025    |                                 |                  | Centre culturel Ka Werdhe | Patri’Moine,                                    |
| 2026                | A venir                         |                  |                           |                                                 |